# Hexatoma (Eriocera) vulpes
Hexatoma (Eriocera) vulpes is een tweevleugelige uit de familie steltmuggen (Limoniidae). De soort komt voor in het Oriëntaals gebied.